# Тюльпанове дерево (пам'ятка природи, Ворзель)

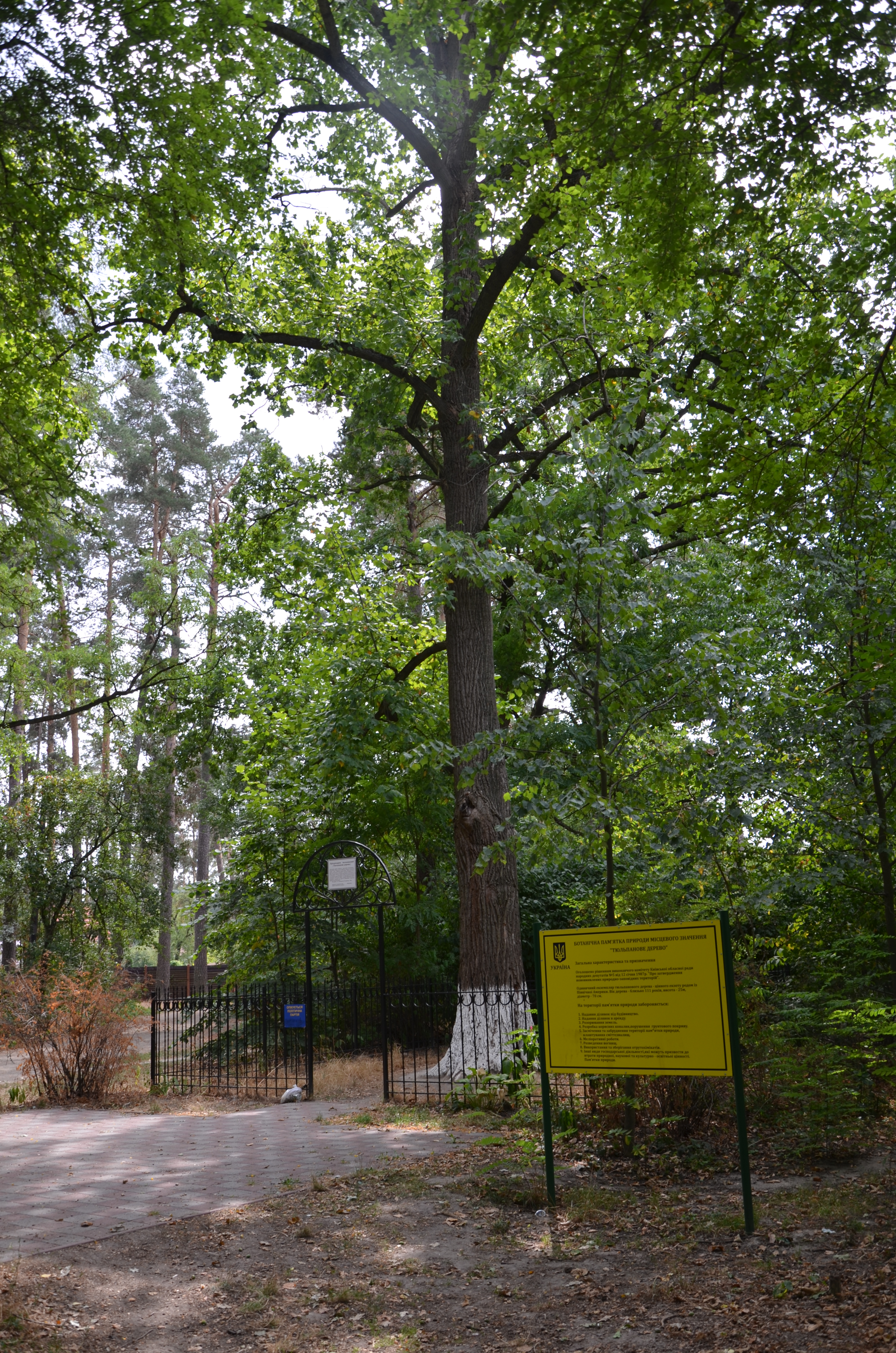

Інформаційний щит поблизу дерева

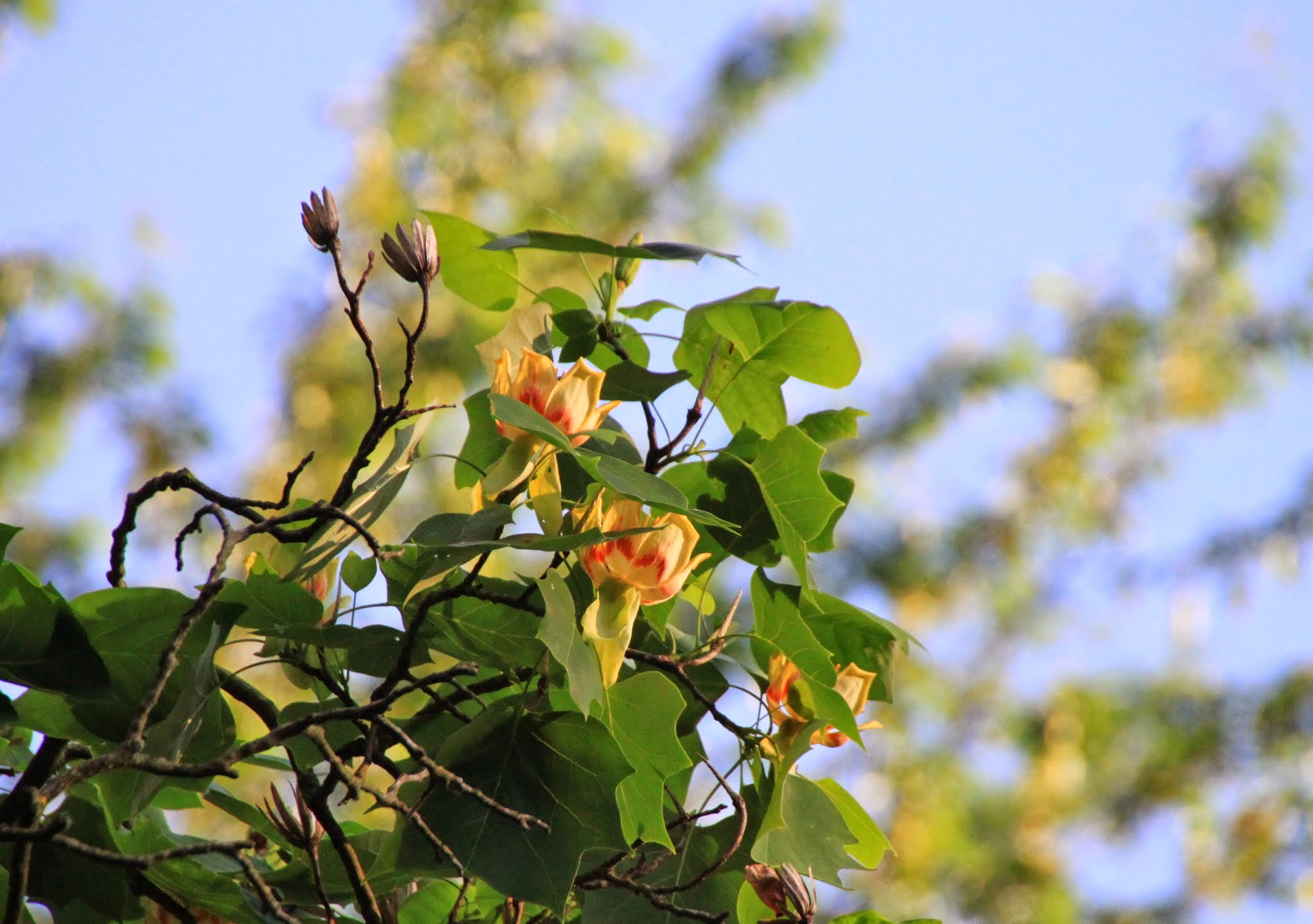
Квіти

Тюльпа́нове де́рево — ботанічна пам'ятка природи місцевого значення в Україні. Розташована в смт Ворзель (Ірпінська міська рада) Київської області. 
Площа 0,2 га. Оголошено рішенням виконавчого комітету Київської обласної Ради народних депутатів № 5 від 12 січня 1987 року. Перебуває у віданні комунального підприємства «Бучанська лісогосподарська установа» (квартал 18, виділ 7). 
Ботанічна пам'ятка представлена одиничним екземпляром тюльпановового дерева — цінного екзоту родом із Північної Америки. Дерево посаджене 1914 року, висота — 25 м, діаметр — 70 см.